# BLUE DRAGON ラルΩグラド
『BLUE DRAGON ラルΩグラド』（ブルードラゴン ラル・グラド）は、『週刊少年ジャンプ』（集英社）2007年1号から2007年32号まで連載された原作・鷹野常雄、漫画・小畑健によるファンタジー漫画作品。単行本は全4巻が出版されている。

## 概要
マイクロソフトより発売されたXbox 360用ゲームソフト『ブルードラゴン』の漫画化作品であり、本誌連載タイトルロゴの下部に『〜Xbox 360ゲーム（マイクロソフト）"BLUE DRAGON"より〜』との記載がある。『BLUE DRAGON』はゲーム・漫画・アニメ等のメディアミックス展開がされているが、本作は主人公が青い竜のカゲを使うこと以外、その他の作品と登場人物や世界設定が大きく異なる。
連載話数の単位は「TALE」（テイル）。サブタイトルは英単語で表記されている。
連載当初は週刊少年誌としては異例のメディアミックスや綴じ込み付録を行うなどで話題を集めたが、29話で打ち切りとなってしまった。
「ラルΩグラド」の「Ω」の記号は作者曰く、「Ω（オメガ）」ではなくギリシア神話の「☊（ドラゴンヘッド）」で、発音はされない。

## ストーリー
世界にはカゲと呼ばれる存在がはびこり、滅亡の危機に立たされていた。カゲを率いる闇女王（オプスキュリア）のビラが、カゲの本来の世界である「闇の世界（ノワール）」を壊し、人間たちが暮らしている光の世界を支配しようと侵食を始めたためである。
スフェライト城もカゲに襲われるが、ミオの進言により、城の地下に封じられていたカゲ「ブルードラゴン」グラドと彼を宿す王子ラルは牢から出され、カゲ達たちを撃退する。
その後ラルとグラド、それにミオは闇女王ビラを倒すための旅に出る。

### もう一つの最終回
最終巻の巻末には、この作品の設定資料集などが載っている。その一つに、漫画とは違う最終回が文章で書かれている。

## 登場人物

### ビラを倒す者たち

#### ラル一行
ラル
本作の主人公。15年前、ドラゴンのカゲを宿した赤ん坊として生まれ、ドラゴンを恐れた王・ロイの命令で、城の地下牢に封印されていた。身分上はスフェライト城の王子のため、特別に家庭教師（ミオ）を付けられて教育を受けた。前述の事やラルの発言から年齢は15歳と推測される。幽閉されながらもグラドとミオに育てられたお蔭で無垢な心を持つ。その一方で、自身を閉じ込めた人間（ロイ）に対する怒りの感情や、全ての元凶であるビラへの復讐心を内に抱えている。牢の外の世界を大いに気に入り、ミオの身体に興味を示したことを機に女（特に胸）好きとなった。何よりも女のためにカゲと戦うことを決意する。まだ幼いアイアを可愛いと評した時には、ロリコンだと自称した。
グラドの影響で身体をドラゴンの様に変化させることが可能で、手をドラゴンの爪で覆ったり翼を生やして滑空できるなど、かなり人間離れしている。グラドが体内にいるときは竜の鱗のような硬い材質のものが体を覆い、全裸になっても微妙に鱗が体を覆っているため完璧な裸にはならない。グラドをカゲとして出現させると鱗のようなものは消える。
当初は、あまりに幼稚・スケベな下ネタ的言動が目立ったが、次第に人間的な知性や感情を身につけ、これらの言動は抑えられていった。元々悪知恵の働く少年であり、グラドがラルを捕食しなかった理由の一つに知能（知性ではない）の高さを挙げている。
その一方で、ビラへの復讐心やガネットへのライバル意識から功を焦って失敗したり、女好きであることにつけこまれてカゲに騙されたりと未熟なところがある。また、15年間暗室に閉じ込められ続けてきたため、そのトラウマで暗所恐怖症になっており、夜も完全な真っ暗闇では寝られない。
最後はグラドと完全融合してラルグラドとなる。この姿になるとラル自身も闇の世界で生きなければならない。このため、ビラを青い炎で葬り去った後、他のカゲたちと一緒に闇の世界へと行った。
ブルードラゴン
ラルと共存している青きドラゴン。名は「グラド」。ラルが赤ん坊のころにとりつき、知恵と血肉を与えた。ラルの父親代わりであると同時に“ビラ（闇女王）”の裏切り者である。ラルとは従来の生物とカゲの関係ではなく、ラルが名づけた「特殊融合（フレンド）」と呼ばれる特殊な関係となっている。多くのカゲ達から「狂乱の魔獣（デリル＝モンストール）ブルードラゴン」、ビラからは「最強のカゲ」と言われるほどに強大な力を持ち、恐れられている。人間の武器を取り込み、その武器を任意に解放して攻撃することができる。また、巨大なタテガミは鋭利な刃物として振るうことができる。
最強の武器として、「青い炎（フラムブルー）」と呼ばれるドラゴンの息吹を駆使する。青い炎はフルサイズで放てば、一瞬にして見渡す限りの山々を焼き、岩をも溶かし去る威力・弾速・効果範囲を有し、地面めがけて発射した際には大爆発を巻き起こす。無論このような極大火力は一発しか使用できず、普段の大きさの際には小規模な爆発を起こす（それでも大型のカゲを焼き殺す威力がある）程度で、なおかつ数発しか発射できない等、燃費が良くない。
普段は3メートルほどの大きさだが、「実体（フルサイズ）」することにより10倍ほどに巨大化する（正確には本来の姿に戻る）。基本的にラルの言うことには忠実だが、負けず嫌いなために時折ラルの言うことを聞かなくなる。例えば、自らの姿を模倣されると模倣した者を有無を言わせず滅し、自分の体を傷つけたものには必ず報復する。
ミオ
ラルの教育係の女性。眼鏡を掛けている。ラルが地下牢に封印されてから15年間教育を続けてきたため、ラルを信頼している。年齢は不詳だが、回想シーンによれば幼少のころからラルの教育係をしていたので、20代後半ということになる。性格は極めて温厚で頭脳明晰、またかなりの巨乳の持ち主であり、ラルに服を引きはがされてしまったときには、胸を揉みしだかれた。それからも胸を揉まれることがしばしば。ラルからは「ミオ先生」と呼ばれ、慕われている。特殊融合可能なカゲが5匹であることを知らなかったことなどを除けば、カゲについてのほとんどの知識を有しており、戦闘においては、敵の弱点や特徴を教えるアドバイザーとして活躍する。ルリーラの街で岩獣に捕まり、ビラの生贄になりそうになったが、ラルたちにより難を逃れる。その一件に加えルシルの件もあって、戦力不足を痛感しており、セノルがファーストのカゲを解放奴隷たちに提供した際には自分も志願し、下記の硬鎌獣を会得している。最終回では完全融合したラルが闇世界へ行くのを「ありがとう」と涙を流しながら見送った。もう一つの最終回ではコリーと完全融合してラルと共に闇世界へ行くという設定になっている。
「硬鎌獣（デュールフォシュモンス）」
ミオと共存するカゲ。元々は、セノルと共存しているカゲ「ミーシュ」により、ザンガ城に捕らわれた男の一人につけられていたが、ラル一向が闇女王討伐に向かう際、カゲをつけることを希望したミオに移された。高速で空を飛ぶことができ、戦闘でも足手まといにはならない程度の強さを持つ。目の部分がレンズのようなもので覆われており、ラルからミオにそっくりだと言われるが、決して眼鏡ではない。ビラ亡き後はミオから離れ、復活した闇世界へと帰っていった。
アイア
ラルと同じく城の地下牢に封印されていた13歳の少女。とても小柄で幼い容姿をしている。クルクルをカゲとして持つ。「アイ」が一人称でもある口癖。普段は片言でしか喋れず、ほとんど「アイ」としか喋らない。
カメレオンのようなカゲ
アイアと共存しているカゲ。名は「クルクル」。おとなしい性格で戦力は低いものの、非常に耳が良く、また遠くまでカゲを伸ばせる上に、どんな場所でも物音を立てず素早く移動することができるなど偵察に特化している。アイアいわく、ベロを引っ張られるのが好き。アイアからは非常に可愛がられている。ビラ亡き後はアイアから離れ、復活した闇世界へと帰っていった。
カフカ
「華縛りのカフカ」の異名を持つ、ストラ姫を慕い守る騎士。リズをカゲとして持つ。ストラ姫の命令で、ラル一行に加わった。 男前で冷静沈着、頭脳明晰だが船に弱く、カナヅチで全く泳げない。常に懐にほのかな光を放つ「光石」を入れているため、完全な暗室の中でもリズを出すことができる。
薔薇のようなカゲ
カフカと共存しているカゲ。名は「リズ」。「薔薇鎖獣（ジェンヌロード）」の異名を持つ。守備特化のカゲだが、その荊で敵を捕らえることもできる。水獣を吸収した結果、そのツタで石も簡単に真っ二つにするほどの攻撃力を得た。戦闘の際には、弱い味方を荊の内側に入れて守りながら戦う。ビラ亡き後はカフカから離れ、復活した闇世界へと帰っていった。
ヌイ
カフカと共にストラ城の番をしていた特別な犬で、カゲを宿しているのかどうかは不明。カゲを持つ生物を判別する能力を持ち、カゲを持つ者に対しては激しく吠えて攻撃する習性があったが、後には再調教されて尻尾を振るだけになった。しかし、カゲを持つ者でもヌイの好物であるピーナッツを直接与えれば味方と認識する。ガネットがルリーラ街の神隠し事件を解決しないで立ち去ったのは、神隠し事件を解決できる能力を持ったヌイがルリーラ街に来ることを、何らかの形で知ったからである。
スンス
ルリーラの街に住む少年。「～ッス」という口癖がある。ラル一行の仲間になりたいと志願するが、カゲをもっていないので断られたが、再登場した際にはゲンスイを連れてきたので一同の仲間になった。志願の理由は、ルリーラの街の神隠し事件を解決しようとしなかったガネットに復讐するため。レッドフェニックスに襲われ瀕死の重傷を負うが、そのレッドフェニックスの血によって一命を取り留める。ガネットを見返し、生贄としてさらわれた姉を助けることができた後にも、姉からの推薦でビラ討伐に加わった。
アメンボのようなカゲ
スンスと共存しているカゲ。名は「ゲンスイ」。手に入れた当初は「実体（フルサイズ）」してもかなり小さかったが、その後ガネットが倒したカゲの屍を喰らったことで飛躍的にパワーアップして巨大化し、大蛇獣の毒牙を手に入れた。ゲンスイが水上にいれば、スンスは水の中で呼吸をしながら自由に行動できる。ビラ亡き後はスンスから離れ、復活した闇世界へと帰っていった。

#### ガネット一行
ガネット
ホワイトタイガーの宿主。「無敵の戦士」と呼ばれている。ラル達より早く闇女王の元へ向かっている。あいさつである「アディオス」が口癖だが、周りからは不評な模様。憎まれ口をたたいたり、子供相手にムキになったりする面もあるが、戦略の綿密さからかなり慎重な性格とも取れる。剣の達人であり、ホワイトタイガーを宿す以前にも、剣で複数のカゲを一瞬で倒していた。闇女王討伐の前にラルとスンスに挑まれ、最初は勝っていたが策に嵌って負けを認めた。負けた場合の約束は「共にザンガ城とノアギア城の人間を救出すること」。これによりガネットは緻密な計略を提案し、ラル達と共に捕らわれていた人間たちを救った。約束を果たした後、リーラとセノルを連れ三人で闇女王討伐に向かう。ジュギル城ではラルと再び手を組み闇女王と戦った。
ホワイトタイガー
ガネットと共存しているカゲ。名は「ガイア（ガイラ）」。生態は「特殊融合（フレンド）」。（自身は「特殊融合（トクベツ）」と呼んでいる。）人間に味方する最大のカゲ。最速時には『青い炎』よりも早く移動することができるほどの俊足を持つ。勇敢で知恵のある宿主を求め、現在はガネットを宿主にしている。より強い宿主を見つけたとき、宿主を変えてから前の宿主を喰い知恵と能力を奪う。つまり、現在の宿主であるガネットより強い宿主が出てきてしまうとガネットは喰われる運命にあるということで、作中でもガネットにプレッシャーを与えている。しかしその一方で彼はガネットを一回のみ可能な特殊融合の相手に選んで力を与えている。今までの宿主とは特殊融合しなかった、彼だけ何度も特殊融合できる、再度特殊融合するためには前の宿主を殺さなければならないなどの推測が立つが詳細は不明。地上のカゲの中では最速を誇り「確信の猛獣（シュール＝モンストール）ホワイトタイガー」と呼ばれ、ブルードラゴンのグラドと共に恐れられている。ガネットと協力して戦うことが多く、ガイラの頬の部分から伸びるワイヤーを使って、大勢のカゲを一瞬にしてズタズタに切り裂く。
ガネットは「ガイラ」もしくは「ガイア」と2種類の呼び方をしている。「ガイラ」はタイガーと会話するときに用い、「ガイア」は独り言（タイガーに聞かせたくない内容）の時に用いている。ビラ亡き後はガネットから離れ、復活した闇世界へと帰っていった。
リーラ
ガネットの従者。長い黒髪と眼鏡が特徴的で、全体的に白っぽいセノルとは対極的に全身黒ずくめの衣装を着用している女性。情報役として活躍している。ガネットに好意を寄せる。寡黙で口数が少ないが、ラルとスンスとの決闘のときにガネットがグラドに食われそうになったのをみて大笑いしたこともある。ジュギル城での戦いでブラッツを失う。そして、ラルと入れ替わる様に、ミオ達の所へ避難した。
「黒蝠獣（ノアショヴス）」
リーラと共存しているカゲ。名は。「ブラッツ」。大きな羽を持っていて、周囲のカゲを探知する能力を持つ。また吸血して人間の体に入った毒を吸い出すこともでき、その能力で大蛇獣に噛まれて意識不明になったラルを救った。ジュギル城での戦いでビラの目の能力により消されてしまった。
セノル
ガネットの従者。髪をツインテールにした童顔の女性。胸元の大きく空いたミニスカのワンピースを着用している。テンションが高く、時折ガネットを呼び捨てにすることがある。ジュギル城での戦いでは、逃走中ラルと入れ替わる様に、ミオ達の所へ避難した。
「魔猫獣（ソルシェシャットモンス）」
セノルと共存しているカゲ。名は「ミーシュ」。多数のカゲを保存でき、闇を出してカゲを人間に付けることができる。ビラ亡き後はセノルから離れ、復活した闇世界へと帰っていった。

### 闇女王の勢力のカゲ
ビラとその手下のカゲたち。人間に味方するカゲおよび中立のカゲは登場人物の項を参照。

#### 闇女王（オプスキュリア）ビラ
闇女王の意味
本来、「闇女王」は闇の世界のリーダーで、その位のことを「闇女王」と言う。闇水晶（ノワクレスタ）を持っている雌のカゲならば闇女王になれる。
全体像について
TALE2で登場。元カビル国ジュギル城にいる。手下のカゲからは「ビラ様」、グラドからは「闇の世界を壊したあいつ」と呼ばれる。闇世界を壊し光ある世界（この世界）に手下達と共に侵入してきた。手下のカゲの中から自分と同じように美しく賢くなったカゲと後継者を作り、人間を消滅させようとしている。
そのため手下のカゲ達に自分のように美しくなれと命じ、功績のある部下に自分の細胞を有した私物を与えることで知能や戦闘力を与えている。
性格は女王らしく傲慢で、自身の美しさを保つ為なら手段を選ばない。また「美」に対してこだわりを持ち、宿主を次々に変えて使い潰していた。レッドフェニックスが離反した際、宿主のヤヤの方をなくしたのを悔しがっていた。
日頃は自分の求める「美」で遊んでいて、城内で手下のカゲ同士を戦わせるのが趣味。
甘いものが好物。城の地下に人間の男を捕らえていて、自分の為に人間が食べる様なデザートなどを作らせている。
ブラックライノセラスと戦っていたグラドを倒そうとしたが、完全融合したラルとグラド（ラルグラド）の「青い炎（フラムブルー）」で残りの手下達もろとも倒された。
生態・能力について
ビラは特殊融合出来るカゲの一つ「クリアヒューマン」である。しかし宿主と特殊融合せず次々と宿主を変えていった。美の追求のためである。
「クリアヒューマン」の能力としては、宿主と共に姿を消す事が出来る事、また、睨みつけることでカゲを蒸発させる事も出来る。ビラの手下のカゲ達はこれを「憂いのヒトミ」と呼んで恐れている。ただし、この能力を使う時には本人、宿主共に姿を現す必要がある。また、人間や完全融合したカゲには効かない。（不死身のカゲであるレッドフェニックスに効くかは不明。）
宿主の女の精（オーブ）を吸い取っていて、宿主と同じ容姿をしている。宿主の意識はないがその肉体は存在する。（大抵の場合、ビラの足元などに寝そべっている）
自分の椅子やベッド・バスタブなど様々な形状に変化する馬の頭やアンモナイト、鳥の翼、触手などを混ぜ合わせた物を家具にしている。
服や下着などを自由に変えることが可能である。
ビラの宿主となる女の経路
ビラの手下達に捕まった美女達は、ヤヤとフェニックスが守っているノアギア城に監禁され、手下のカゲによりビラの宿主として相応しいように磨かれていく。何人かの女が生贄として相応しくなったら、ビラのいるジュギル城に連れていかれ、ビラの元に出される。
ビラは自分の元に出された女たちから一人、容姿が気に入った女を選んで触手を使い自分の元まで連れてくる。ビラは女を脅し宿主になることを要求する。女が恐怖から要求を許可すると、ビラのカゲが女の影に侵入し体を包み、精を吸い取り、女の意識をなくしてしまう。触手が女の着ていた服を剥がし、全裸にさせる。こうして女は意識をなくし瞳孔と口を開け、自分と同じ容姿になったビラの足元に横たわり宿主となる。
ビラが宿主に飽きると前述のように新しい宿主を選ぶ。この時前の宿主はビラから解放されるが、意識は戻らず何の抵抗も出来ない。その肉体は「恩賞」として手下達の所に放り込まれ、喰われて死ぬことになる。
TALE6とTALE29で宿主となった女の瞳孔の表現が変わった（TALE2は瞳孔が開き黒目が小さくなっていた。TALE6・13・17・20・22・25・27では瞳孔の色が一色になっている。TALE29では白目になっている）。宿主となった女の容姿などは下記（ビラの宿主となった女たち）に記入。

#### 闇下五騎士（サンク・シュヴァリエ）
蜘蛛獣（アレニモンス）
TALE17で登場。名は「ビヨン」。生態はサード。闇下五騎士（サンク・シュヴァリエ）の一匹。尻からは糸が出る。背中には蝶のような巨大な羽を持っている。蜘蛛の巣のようなものを張り、敵を察知したり捕らえたり、糸で蜘蛛や自分の分身をつくったりすることができる。ビヨンが張った巣に絡まったら、逃げることは不可能で、もがきながら何百体もの蜘蛛のカゲに喰われる事になる。最期はガネットによって他の闇下五騎士もろとも瞬殺された。
ゴルザ
TALE28で登場。生態はサード。闇下五騎士（サンク・シュヴァリエ）の一匹。前足の長いノミのような姿をしている。ガネットによって瞬殺される。
ウルス
TALE28で登場。生態はサード。闇下五騎士（サンク・シュヴァリエ）の一匹。四つ目のイモムシのような姿をしている。ガネットによって瞬殺される。
名前不明
TALE28で登場。生態はサード。闇下五騎士（サンク・シュヴァリエ）の一匹。ドリルのような前足と大きな口を持った昆虫のような姿をしている。ガネットによって瞬殺される。
名前不明
TALE28で登場。生態は不明。闇下五騎士（サンク・シュヴァリエ）の一匹。姿も名前も登場しなかった。おそらく上記の四匹より先に瞬殺された。

#### ビラを慕っているカゲ
ビラの手下のカゲたち
生態はセカンドかサードで、ファーストはまず居ない。ビラの美しさやヤヤの可愛さに心酔しており、ビラからの恩賞やビラの持ち物を目当てにしている。名無しのカゲたちは、ビラの取り巻きや捕らえた人間たちの番をしている。最後は城もろともラルグラドの青い炎（フラムブルー）で皆殺しにされた。
百足（メガーヌ）
TALE1で登場。生態はサード。ブルドッグのような姿をした単発のカゲで、連結してムカデのような状態になると足が速くなる。たくさんのカゲを引きつれてスフェライト城を襲撃していたが、グラドに恐れをなして逃亡を図る。しかし逃げ切れずに影をグラドの鬣で縫い付けられ、ラルが振り回したフルサイズ化した鬣で真っ二つにされ死亡した。
イシニ
TALE2で登場。芋虫に手足が生えたような姿。生態・能力は不明。自分がさらってきたジア国の娘がビラの宿主として選ばれたので、くしについた闇女王の髪を褒美としてもらった。
サソリ型のカゲ
TALE2で登場。生態はセカンド。宿主とした人間は、サングラスをかけた男性。本来の姿は上半身が人間型のサソリのような外見で、尾から糸を出し人間を捕縛したり、毒で攻撃したりする。白昼堂々スフェライト城に侵攻し、城兵や侍女たちを虐殺しながらラルを殺そうとしたが、グラドによりあっけなく背後を取られ、「オレをドラゴンと同化させたら知識を得られるぞ」と命乞いするも聞き入れられず即座に喰い殺された。このカゲにより齎された被害についてはラルの怒り（主に女性に関して）を買い、冒険に出る決意となった。
スフェライト城に捕らえられたカゲ
TALE3にてアイアやマレロと共に登場した3匹のカゲ。ラル同様に闇の中に封印されていた男たちを内部から食い尽くしたセカンド。ラルが戦力として連れて行こうとしたカゲであり、彼の「カゲを出してみろ、出せない奴はセカンドと見なし殺すぞ」という発言を聞き、グリフォンのようなカゲと羽虫のようなカゲの二匹は本性を現して城から脱走を試みるも、すぐさまラルとグラドにより殺害される。
残ったガマガエルのような姿のカゲは命惜しさに「オレ、ニンゲンクッタガ、ミカタスル」と苦し紛れの嘘をつくも、マレロに見破られてゴルバゴに撲殺された。
二首蛇（ドゥオフーク）
TALE6で登場。首が2つあるカゲ。それぞれが別の生物を宿主にすることができる。宿主は別々に生活できるが、元は1匹のカゲなので思考を共有することができる。もちろん寄生した生物の中身を喰えば、セカンドになる。1匹のカゲが死ねば、もう片方も死ぬ。ビラは、自分の方に一体ドゥオフークを置いて、もう一体はストラ姫を捕らえる時の情報伝達役として使っていた。ラルとビラにメッセージを伝えた後、ビラに蒸発させられた。なお、一方の宿主の正体がストラ城の隣にある村に住んでいた小太りの男「キュール」であることが明かされている。
魚型のカゲ
TALE6で登場。名は「コルヌー」。外見は魚のようだが足がある。ケルタの尖兵の役割を成す。ラルやカフカを襲おうとしたが、グラドの火炎にやられた。
水獣（ビュフル）
TALE6で登場。名は「ポセア」。水を放出し仲間のカゲを援助したり、体内にカゲや人間を入れたりすることができる。柵をすいすい通り抜ける事が出来るが、リズに吸収されてしまった。
半身馬獣（テッサリア）
TALE6で登場。名は「ケルタ」。生態はサード。ストラ姫を捕らえるのに失敗したのを聞き、応援に駆けつけた。ドラゴンにも勝る殺傷能力を持ち、敵を切り刻む以上に走る事や飛ぶ事に優れているが、刃物の切れ味を上げるために全身が油脂に包まれているので炎に弱い。ラルの計略により、とある方法で炎の攻撃を受けて倒された。ラル曰く「人間を何人か喰ったくらいの中途半端な知恵を持った馬鹿なサード」らしい。
岩獣（ロックモンストール）
TALE10で登場。名は無い。生態はサード。四角い石に化けている。非常に数が多く、組み合わされることで様々な形体に変形し、昼はルリーラの街の壁に紛れ込んでいた。最近の神隠し事件の原因であり、ギギの街の人間を喰い知恵を付けた。ビラの生贄となる女を捕らえるために、自分たちで作った高い壁からできる影を利用し、たくさんの女を目隠し代わりに（全裸にして）操り、狙っていた女を岩に隠しビラの元へさらった。ミオを人質にして、ラル達を石のブロックで作った闇に閉じ込めてから、押しつぶして殺そうとしたが、カフカの光石を用いた計略でミオを始めとした女たちを奪い返される。街中の石を体に組み込んでグラドと同型の姿となったが、それによりグラドの怒りを買ったため「青い炎」で一瞬にして蒸発させられた。
鬼神型のカゲ
TALE12で登場。名前・生態は不明。天竜八部衆などといった古代インドの神々の頭に手足が生えたような姿をしている。数体いたが、カビル国に上陸したガネットに全て瞬時に倒された。
恐獣（ディノモンス）
TALE13で登場。名は「ティラス」。生態はサード。ティラノサウルスのような姿をしていて強い。ビラの戯れにより戦わされた甲殻獣を取り込む。人間体はフランケンシュタインの怪物のような醜い姿であったが、勝った褒美として、ビラの唾液がついたパンを喰い美しくなった。ビラの側近になろうと努力しているが、TALE13以降の登場は無い。
甲殻獣（アンセクモンス）
TALE13で登場。生態・名前は不明。クワガタムシのような容姿をしている。ビラの戯れで恐獣と戦う。防御力に優れるが戦いに敗れ取り込まれてしまった。
海にいた大勢のマグロ型のカゲ
TALE13で登場。生態はサード。マグロのようだが、顔が人間のよう。水中でのビラや近くのリーダー格のカゲへの情報伝達役。尖兵の役割も成す。最後は海にいた大型のカゲに食われてしまった。
海にいた大型のカゲ
TALE13で登場。名前・生態は不明。フルサイズのグラドに匹敵するほどのサイズを持つアンコウのような形状のカゲで、蛸のような触手で獲物を捕らえ、シビレエイのように電気ショックを与え喰う。ラル一行を船ごと全滅させようとしたが、ラルの策でスンスが挑発し、スンスを狙って海から出てきたところをグラドに切り刻まれ死亡する。
ジーガ
TALE15で登場。生態はサード。ルシルという貧乳の美人と巨乳の不細工をかけ合わせた女性に化け、大蛇獣と手を組み一芝居打ってラルを罠にはめたが、あと少しの所でガネットに大蛇獣と部下達もろとも倒された。
大蛇獣（ロワセルド）
TALE15で登場。名は「コブラ」。その名の通りコブラのような姿を持つ。神経毒を持つ牙が武器。ガネットに倒され、死体はゲンスイに食われた。
偽ビヨン
TALE18で登場。生態はサード。ビヨンの手下で、彼の影武者として登場したビヨンの偽者。自称「華と蜜吟味役（ロイヤルゼリー）のビヨン」。ビヨンと違い醜男で、蝶の羽根の飾りがついた全身タイツのような服を着て、ガスマスクのような物を顔につけている。ラル達を窮地に陥れたが、正体を見破られ不利になったビヨンに見捨てられてしまい、ラルのパンチで倒された。
毒蜂獣（ポアベイユモンス）
TALE24で登場。生態・名前は不明。大きなハチ型のカゲで、ミオによれば触角が弱点。
ブラックライノセラス
TALE28で登場。巨大なイモムシ型のカゲ。サイのような角を持つ。特殊融合できるカゲだが、ビラの手下であり、生態はセカンドである。「オギャア」と鳴く。ミオによれば、その名の通り強い角を持ち、闇の体と呼ばれる漆黒の体は皮膚に触れたものを全て飲み込んで際限なく巨大化するが、グラドの「青い炎」は吸収できず最大の弱点となる。巨体の割には移動速度が速く、ホワイトタイガーの能力を借りたガネットのスピードにも付いてきた。醜いビラの手下たちから「キモい」という評価をもらっている。最期はラルとグラドの青い炎に倒された。

### 中立派
ヤヤ
TALE22で登場。レッドフェニックスの宿主。西洋の人形のような容姿をした少女。幼児（言葉が判るくらいの年齢）の頃にビラの生贄として出されたが、将来美人に育つ事が見込まれた為、成長してから宿主にしようというビラのアイデアにより生かされた。この為、ノアギアで特別に育てる為の見張りとしてレッドフェニックスを強制的に宿らされた。彼女の思考よりもレッドフェニックスの方が強かったため、洗脳状態になる。ラルとガネットがレッドフェニックスに大ダメージを与えた時、ヤヤとしての思考が甦り、ビラの宿主になることを涙を流しながら拒んだ。しかし、レッドフェニックスが復活すると再び洗脳されてしまう。洗脳されているときのヤヤは冷酷かつ残忍な性格で、うるさく騒ぎ立てるビラの手下のカゲたちを殺したり、姉の元へ近づこうとしたスンスを顔色一つ変えることなく切り裂いたりした。
レッドフェニックスの改心により、洗脳から解放され、またビラが倒された事で、ようやく解放された。その後は不明。
レッドフェニックス
TALE22で登場。名は「コリー」。数少ない雌のカゲで世界に5体しかいないと言われる特殊融合（フレンド）の一つ、レッドフェニックス。その翼はドラゴンの皮膚をも切り裂くほど強力である。「死なないカゲ」と言われ、光の世界に出ても死なず、ずっとファーストとして具現化することも可能。宿主を殺されても死なず、傷つけられても瞬時に再生する。またその血液には治癒能力があり、どんな病や傷でも治す力がある。彼女が光と闇どちらの世界にも中立である事に腹を立てたビラに捕まり、闇玉（オプスクリスタ）｛または闇晶（ビラタマ）とも言う｝に閉じ込められていた。その後、ヤヤがビラの宿主としてふさわしく成長した時に自由にしてやるという条件でヤヤに宿り、ノアギア城の番人となる。人間の姿で戦ったラルを始め、ミオ、ガネット、カフカなど、協力して自らを倒そうとする人間たちの知恵と勇気に心を打たれたコリーは、改心してノアギア城の女たちを解放した。そして、自らは「これからの戦況を見てどちらにつくかを決める」と言い残して宿主のヤヤと共に飛び去った。ビラ亡き後はヤヤを解放し、闇水晶（ノワクレスタ）で自ら闇女王（オプスキュリア）となり、復活した闇世界へと帰っていった。

### 人間とカゲの戦いに巻き込まれる人々

#### スフェーン島の人物
ロイ
TALE1で登場。スフェライト王国の国王。ラルをスフェライト城の地下牢に幽閉した張本人であり、ラルの実父。妻はラルを産んだ直後に亡くなった模様。牢から出たラルに自身を幽閉した怒りの矛先として、出会い頭に腹部へ強力な一撃を喰らったが、幸い死には至らなかった様子。
マレロ
TALE3で登場。ラルやアイアと同じく城の地下牢に封印されていた青年。ネイティブ・アメリカンのような外見で、筋骨隆々としている。ゴルバゴをカゲとして持ち、セカンドの嘘を一瞬にして見抜くなど聡明な性格。その知勇を見込まれ、「ハーレムの女性の内1人を恋人にしてもいい（ただし自分の選定した一部の娘に手を出したら処刑する）」という条件を提示したラルに城の守りを任された。ゴルバゴが離れた後は不明。
ゴルバゴ
TALE3で登場。マレロと共存しているカゲ。ゴリラと機械が融合した様な無機的な姿をしており、力はグラドにも劣らない（ただしグラドは手加減してワザと負けた）。マレロ曰く、闇の世界に帰り、思う存分暴れたいと思っているとのこと。

ストラ姫
TALE5で登場。ストラ城のお姫様。巨乳の美人だが、自らの肉体を賭けの対象とすると嘯くなど高慢であるため、ラルに好まれなかった。ラルとしてもカフカとお似合いだと思っており、姫本人もまんざらでもなかったのか、カフカとの交際を受諾した。ストラ城でのカゲとの攻防後、ラル達がいたスフェライト王国の城に引き籠る事となった。

#### その他の人物
モイル
TALE8で登場。ルリーラの町に住むスンスとその姉の父。ラル一行に船を与えたり、街の出来事を教えたりといろいろと一行を援助した。
スンスの姉
TALE22で登場。ルリーラの町でスンスと父モイルとで暮らしていたが、ビラの生贄候補として岩獣にノアギア城に連れ去られた。ノアギアでは、まだ生贄候補として生かされていて、コリーの改心により解放される。年は15歳で容姿は黒い髪。気が強い性格で、スンスを闇女王討伐に強く推薦する。
ガネットの前のガイラの宿主
ガネットの前にガイラの宿主として戦っていた眼帯の男。強い戦士だったらしいが、自分よりも強い者（ガネット）が現れたため、ガイラの餌食となってしまった。

#### ビラの宿主となった女たち
ヤヤが幼かった時の宿主だった女
TALE25で登場。髪は長く色は半分が白でもう半分が黒。特殊な模様が付いていた。横たわっていた時は特殊な服を着ていてビラもその服を着ていた。本編開始時点ではすでに故人。
金髪の女
TALE2で登場。髪の色は金で長髪。
ビラの初登場の時に宿主だった女。登場した時は裸でビラの膝元に寄り添っていてなでられていた。その後、ビラがジア国の女に宿主を変えたので、ビラの宿主から解放されたが、意識が戻らないまま｢恩賞」としてカゲ達の所に放り込まれ喰われてしまった。
ジア国の女
TALE2で登場。黒髪でショートカット。ビラ曰く頭はいい。
他の女と共に、「イシニ」というカゲに連れてこられた。最初にビラの前に出された時は落ち着いていたが、ビラが容姿を気に入り自分の元まで連れてきた時は、恐怖のあまり自分の名前も言えず涙目になっていた。その後宿主になり、触手に巻かれ意識のないままビラの前に立っていた。ビラが二首蛇を使ってラルとやり取りしていた時にビラがナムン国の女を宿主に変えた。
ナムン国の女
TALE2で登場、宿主になったのはTALE13。赤い髪で胸の所まである長髪。一度、髪を切られていた。
一度生贄として連れてこられた時は、ビラに怖がっていてビクビクしていた。その時はジア国の女が宿主になったので生き延びた。しかし、TALE6以降で、ビラがナムン国の女を宿主とした。TALE13では宿主となっていて裸で瞳孔が大きく開き、ビラの膝元で横たわっていてなでられていた。その後もビラの元で横たわっていたが、TALE20でビラが新しい宿主を求めていて、TALE22で宿主が変わったので既にカゲ達に喰われている。
赤髪の女
TALE22で登場。髪の長さ以外、容姿がナムン国の女に似ていた。
TALE20で裸でビラの前に出されていた。その後宿主にされ、TALE22で風呂を楽しんでいるビラの隣で、裸で口が大きく開きながら横たわっていた。TALE27でビラが宿主を変えたので既にカゲ達に喰われている。
黒髪の女
TALE27で登場。黒髪。目に特殊な模様を付けている。頭に薔薇の花を刺していた。
ノアギア城について手下から報告を聞いていたビラに持たれていた。ビラの宿主としては珍しく服を着ていた。TALE28で宿主が変わっているので既に手下に喰われている。
救出された女
TALE28で登場。目の表現が今までとは違う描かれ方をしていた。金髪。目の周りに隈らしきものがついていた。
ラルとガネットと戦う前に、ビラが宿主を黒髪の女から金髪の女に変えた。最初は裸でビラの家具の上で横たわっていて、ビラ（クリアヒューマン）の力でビラと同じように姿を消されていた。消えて姿を現してもビラの側で横たわっていた。ビラが青い炎で倒される前に、ガネットに救出された。
バル国の姫
TALE2で登場。ビラの宿主になっていない。金髪で長髪。
ジア国の女とナムン国の女と共に、生贄として連れてこられた。ビラの前に並べられた時は落ち着いていた。その時はジア国の女が選ばれたので生き延びた。その後は不明。

## カゲの特徴
光の無い世界で生まれ、立体としての体を持たない闇を彷徨う邪悪なもの。破壊力が高い。数はかなりいるものの雌は少ない。（作中に出るのはビラとコリーのみ）
元々賢くは無く醜い姿だが、他の生物を食らうことでその形質を会得する体質を有する。特に、人間を喰う事で知性が向上し、容姿も少し美しくなる。
生命力はかなり高く、不老であるが他殺された場合は普通に死ぬ。水中で無制限活動可能なのはサメ型のカゲ、クジラ型のカゲの二種だけであり、それ以外のカゲは、セカンド以上が水中生物を捕食した場合のみ水中活動が可能になる（息を止めて潜水することはできるが限度はある）。また、カゲが光の世界で具現化した場合、光に当たって生じる影もカゲの肉体となるため、杭を影に打ち込まれると動けなくなる。
後述する生態でセカンド及びサードに分類されるものは光の世界の生物と融合してしまっているため、闇の世界には戻れない。

### カゲの生態
本作品における「生態」とは、カゲと、カゲを宿した人間などの光の世界の生物との関係の事を言う。作中には5種類の生態が存在する。
寄生型（ファースト）
光のある生物（セカンドやサード含む）の影からカゲが寄生し双方の精神が存在する。カゲは許可されれば寄生したものの影から姿を具現化できるがそれには限界があり、宿ったものの中で力を蓄えなくてはならない。ファーストは宿主の同意がなければ具現化することができないため、頭の悪い動物に寄生したとしても具現化は不可能（作中では猫が限界の模様）。
カゲを具現化していない時に、寄生しているものが全くの暗闇に入れられてしまうと影ができなくなる為、カゲは闇の姿を具現化できなくなりその能力も発揮できなくなる。
尚、闇の世界に戻りたいカゲは、この生態に入る。
侵食型（セカンド）
カゲが宿主の内側を喰い、宿主を完全に支配した状態。宿主の体と実体との間を自由に行き来できるため、光が差さない空間でも変身することができる。この状態になってしまうと、カゲは闇の世界に戻る事ができなくなる。基本的に、セカンドやサードのカゲが人間に味方することは無い。
増殖型（サード）
セカンドが更に他の生物やセカンドを喰い増殖したもの。関わった全ての姿、またはそれを複合した姿になれる。
特殊融合（フレンド・トクベツ）
基本はファーストだが、カゲに寄生された宿主が体内でカゲの方から血肉を貰う事で、宿主がその身体からカゲの持つ特有の能力を使うことができる。作中では全部でブルードラゴン、ホワイトタイガー、レッドフェニックス、ブラックライノセラス、クリアヒューマンの5匹が存在するとされている。ただし、必ずしも宿主と特殊融合の関係になっているとは限らない。また、一度特定の宿主との特殊融合を行うと、他の宿主に移った場合には特殊融合する事はできない。5匹のうち人間の味方をしているのがブルードラゴンとホワイトタイガーで、レッドフェニックスは基本的には中立だが、ビラに脅かされてビラに味方した時期がある。ブラックライノセラスはビラの手下であり、クリアヒューマンはビラ本人である。
完全融合
特殊融合しているカゲと宿主が、完全に融合した姿。特殊融合のように宿主がカゲから力を借りるのとは違い、この形態はカゲと宿主の意思どちらもがはたらいている。ただしこの姿になってしまうと宿主である人間自身も闇の世界で暮さなければならなくなる。この為、特殊融合の宿主は、戦闘の際にカゲから能力を借りる必要があっても、完全には融合しない様にして戦う事になる。

## 作中の地名

### スフェーン島
スフェライト城
ラルが幽閉されていた城。国王はラルの父・ロイ。城の最上階は風呂場となっている。捕獲したカゲと人間を置いておく場所もある。ラルの出発後には、マレロとゴルバゴによって守られている。
ストラ城
王女はストラ。たくさんのカゲが襲おうとしていたので、カフカが城を薔薇鎖獣で覆って守っていた。ラル達がカゲを倒したため、姫と城は守られた。
ルリーラ街
島で一番栄えている街。高い壁があったが正体は岩獣だった。ここ最近、街の女が消えるという神隠し事件があったが、ラルたちによって解決された。ガネットからはカゲとの戦い方を学んだ。

### カサビア大陸
ザンガ城
元ザンガ国。男達が捕らわれている城。警備をしているカゲは少ない。
この城を陥落させた後、ガネットは女を救うために捕らわれていた男達の一部（希望者）にカゲをつけて兵士にした。
ノアギア城
元ノアギア国。ビラの宿主となる女達が捕らわれている城。警備をしているカゲの数は尋常ではない。ザンガ城に捕らわれていた男達と共に、番人であるコリーと戦った。コリー（ヤヤ）が改心した後、警備のカゲを全滅させ、女達を解放した。
ジュギル城
元カビル国。ビラや手下のカゲが占領していた。ラルグラドの青い炎により、ビラもろとも破壊された。